# Nereidum Fretum
Nereidum Fretum és una característica d'albedo a la superfície de Mart, localitzada amb el sistema de coordenades planetocèntriques a -44.66 ° latitud N i 305 ° longitud E. El nom va ser aprovat per la UAI l'any 1958 i fa referència a les Nereides, nimfes del mar de la mitologia grega.